# Netolice (Markvartice)
Netolice je malá vesnice, část obce Markvartice v okrese Jičín. Nachází se asi 3 km na východ od Markvartic. V roce 2009 zde bylo evidováno 21 adres. V roce 2011 zde trvale žilo 10 obyvatel.
Netolice leží v katastrálním území Příchvoj o výměře 3,12 km2.

## Historie
Vesnice byla založena kolem roku 1753 kosteckým pánem Václavem Kazimírem Netolickým z Eisenberka.